# Mercedes-Benz GLA-klass
Mercedes-Benz GLA-Klass är en serie CUV:er, tillverkade av den tyska biltillverkaren Mercedes-Benz sedan 2013.
Tekniken baseras på Mercedes-Benz A-klass. 

## X156 (2013-2020)
Se vidare under huvudartikeln Mercedes-Benz X156.

## H247 (2020- )
Se vidare under huvudartikeln Mercedes-Benz H247.

## Bilder

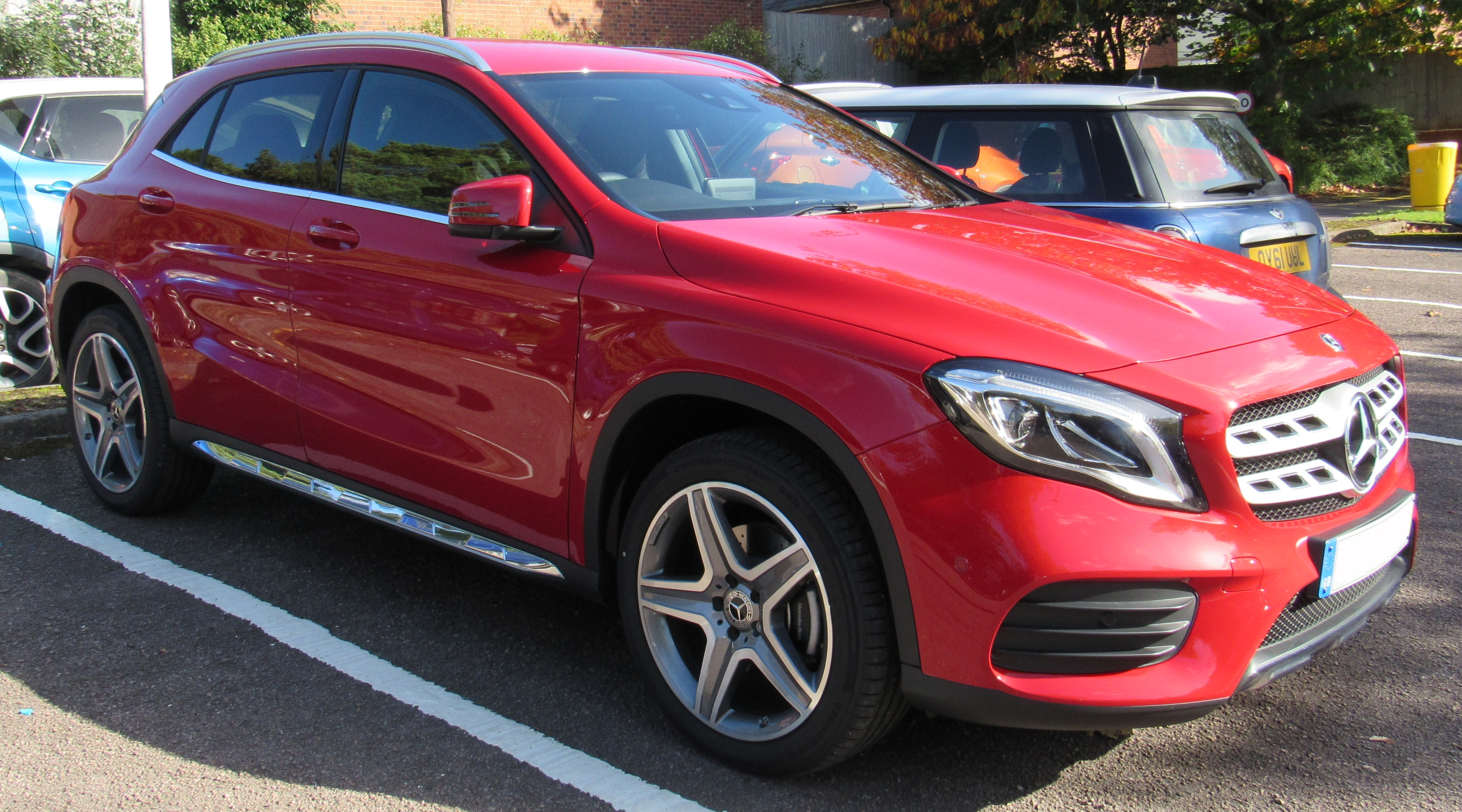
Mercedes-Benz X156.
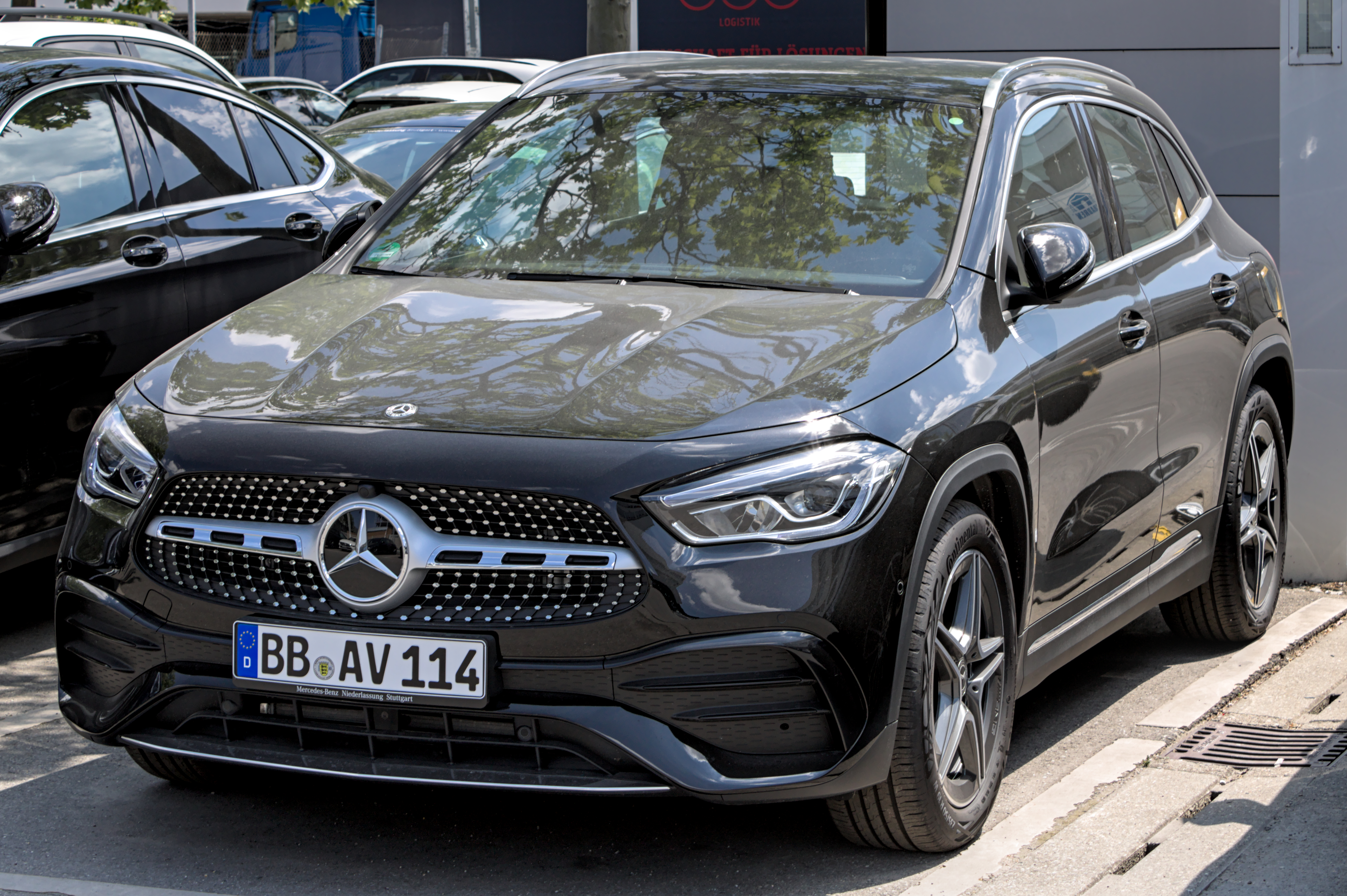
Mercedes-Benz H247.